# Pozdino
Pozdino (ros. Поздино) – wieś w Rosji, w rejonie waszkińskim obwodu wołogodzkiego. W 2010 r. liczyła 4 mieszkańców.